# Острів Вількіцького
О́стрів Вількі́цького (Східносибірське море) (рос. Остров Вилькицкого, якут. Вилькицкай арыыта) — невеликий острів у Східно-Сибірському морі, є частиною островів Де-Лонга в складі Новосибірських островів. Територіально відноситься до Республіки Саха, Росія.

## Історичні дані
Острів Вількіцького був відкритий і нанесений на карту в 1913 році під час Російської імператорської арктичної гідрографічної експедиції під керівництвом Бориса Вількіцького на судах Таймир і Вайгач. Названий на честь батька начальника експедиції - генерал-лейтенанта корпусу морських гідрографів А. І. Вількіцького.

## Географія
Розташований в північно-західній частині Східно-сибірського моря в північно-східній частині Новосибірських островів в південній частині островів Де-Лонга, з яких є найпівденнішим і найменшим. Найближчі острови: Острів Жохова - в 40 кілометрах до північного заходу, Беннетта - в 130 кілометрах до північного заходу, Новий Сибір - в 74 кілометрах до південного заходу. Острів Вилькицкого знаходиться поза межами вічного льоду і не вкритий повністю льодовиками. Площа острова становить 2 км². Висота до 82 м на півночі. Має овальну форму, витягнутий з півночі на південь. Вкритий тундрою.

## Геологія
Острів Вількіцького складений неоген-четвертинними олівіновими базальтами і лужними ультраосновними породами. В базальтах виявлені ксеноліти вапняків кам'яновугільного періоду і мантійних порід.